# Греко-римская борьба на летних Олимпийских играх 1948 — до 67 кг
Соревнования по греко-римской борьбе в рамках Олимпийских игр 1948 года в лёгком весе (до 62 килограммов) прошли в Лондоне с 3 по 6 августа 1948 года в «Empress Hall».
Турнир проводился по системе с начислением штрафных баллов. За чистую победу штрафные баллы не начислялись, за победу по очкам борец получал один штрафной балл, за поражение по очкам со счётом 2-1 два штрафных балла, за поражение со счётом 3-0 или чистое поражение — три штрафных балла. Борец, набравший пять штрафных баллов, из турнира выбывал. Борцы, вышедшие в финал, проводили встречи между собой. В случае, если они уже встречались в предварительных встречах, такие результаты зачитывались. Схватка по регламенту турнира продолжалась 20 минут. Если в течение первых десяти минут не было зафиксировано туше, то судьи могли определить борца, имеющего преимущество. Если преимущество никому не отдавалось, то назначалось шесть минут борьбы в партере, при этом каждый из борцов находился внизу по три минуты (очередность определялась жребием). Если кому-то из борцов было отдано преимущество, то он имел право выбора следующих шести минут борьбы: либо в партере сверху, либо в стойке. Если по истечении шести минут не фиксировалась чистая победа, то оставшиеся четыре минуты борцы боролись в стойке.
В лёгком весе боролись 17 участников. Чемпион Европы 1947 года Йёста Френдфорс на этих играх выступал в соревнованиях по вольной борьбе. Его заменил на тот момент малоизвестный Густав Фрей, который без проблем дошёл до пятого круга, где решилась судьба золотой и серебряной медалей. В пятом круге Фрей победил венгра Кароя Ференца, а норвежец Оге Эриксен ливанца Шарифа Дамажа. При этом Фрей остался единственным не выбывшим из турнира, и с двумя штрафными баллами стал чемпионом. Эриксен, несмотря на победу, также выбыл, но с пятью штрафными баллами опережал Ференца и Дамажа, у которых было по шесть баллов, и занял второе место. Финальная встреча получилась необычной, между двумя выбывшими борцами и только за бронзовую медаль. В ней победил Ференц. 

## Призовые места
- Густав Фрей
- Оге Эриксен
- Карой Ференц

## Первый круг
| Штрафных баллов | Участник 1         | Результат    | Участник 2          | Штрафных баллов |
| --------------- | ------------------ | ------------ | ------------------- | --------------- |
| 1               | Джакомо Джесино    | 3-0          | Франс Ромбо         | 3               |
| 1               | Карой Ференц       | 3-0          | Оге Эриксен         | 3               |
| 1               | Георигиос Петмезас | 3-0          | Мохамед Ахмед Осман | 3               |
| 0               | Шариф Дамаж        | Туше (11:17) | Луис Росадо         | 3               |
| 0               | Абрахам Курланд    | Туше (9:53)  | Альфред Яух ¹       | 3               |
| 1               | Ахмет Сенол        | 2-1          | Альбер Фало         | 3               |
| 0               | Густав Фрей        | Туше (9:27)  | Рэй Миланд          | 3               |
| 1               | Вацлав Тухи²       | 3-0          | Эеро Виртанен       | 3               |
| 0               | Йоханнес Мунникес  | Пропускал    |                     |                 |

¹ Снялся с соревнований

² Снялся с соревнований

## Второй круг
| Штрафных баллов | Участник 1         | Результат    | Участник 2          | Штрафных баллов |
| --------------- | ------------------ | ------------ | ------------------- | --------------- |
| 0               | Йоханнес Мунникес  | Туше (7:35)  | Франс Ромбо         | 6               |
| 4               | Оге Эриксен        | 2-1          | Джакомо Джесино     | 3               |
| 2               | Карой Ференц       | 2-1          | Мохамед Ахмед Осман | 5               |
| 1               | Георигиос Петмезас | Туше (19:52) | Луис Росадо         | 6               |
| 1               | Шариф Дамаж        | 3-0          | Абрахам Курланд     | 3               |
| 0               | Густав Фрей        | Туше (3:57)  | Альбер Фало         | 6               |
| 1               | Ахмет Сенол        | Туше (2:21)  | Рэй Миланд          | 6               |
| 3               | Эеро Виртанен      | Пропускал    |                     |                 |

## Третий круг
| Штрафных баллов | Участник 1    | Результат                     | Участник 2         | Штрафных баллов |
| --------------- | ------------- | ----------------------------- | ------------------ | --------------- |
| 4               | Эеро Виртанен | 3-0                           | Йоханнес Мунникес  | 3               |
| 3               | Карой Ференц  | 2-1                           | Джакомо Джесино    | 5               |
| 4               | Оге Эриксен   | Техническое поражение (17:41) | Георигиос Петмезас | 4               |
| 2               | Шариф Дамаж   | 3-0                           | Ахмет Сенол        | 4               |
| 1               | Густав Фрей   | 2-1                           | Абрахам Курланд    | 5               |

## Четвёртый круг
| Штрафных баллов | Участник 1   | Результат                    | Участник 2         | Штрафных баллов |
| --------------- | ------------ | ---------------------------- | ------------------ | --------------- |
| 4               | Оге Эриксен  | Отказ от продолжения (16:39) | Эеро Виртанен      | 7               |
| 3               | Карой Ференц | Туше (1:48)                  | Йоханнес Мунникес  | 6               |
| 3               | Шариф Дамаж  | 3-0                          | Георигиос Петмезас | 7               |
| 1               | Густав Фрей  | Туше (2:14)                  | Ахмет Сенол        | 7               |

## Пятый круг
| Штрафных баллов | Участник 1  | Результат | Участник 2   | Штрафных баллов |
| --------------- | ----------- | --------- | ------------ | --------------- |
| 2               | Густав Фрей | 3-0       | Карой Ференц | 6               |
| 5               | Оге Эриксен | 3-0       | Шариф Дамаж  | 6               |

## Финал
| Штрафных баллов | Участник 1   | Результат | Участник 2  | Штрафных баллов |
| --------------- | ------------ | --------- | ----------- | --------------- |
|                 | Карой Ференц | 2-1       | Шариф Дамаж |                 |